# 戸川安章 (民俗学者)
戸川 安章（とがわ あんしょう、1906年8月3日 - 2006年12月12日）は、日本の民俗学者。山形県民俗研究協議会会長。日本山岳修験学会顧問。致道博物館顧問、荘内文化財保存会理事。鶴岡女子専門学校校長。栄典・称号は、勲五等双光旭日章・羽黒町名誉町民（現・鶴岡市名誉市民）。

## 人物
日本民俗学の第一人者で、特に出羽三山山岳修験道の研究で知られる。
母方で備中庭瀬藩戸川家の分家である帯江戸川家の家系。母方の祖父は帯江戸川家8代戸川安愛の弟の戸川最兎女（もとめ）栄秀。父の島津伝道は荒沢寺住職として、羽黒山修験本宗を天台宗から独立させた。安章は戸川家を継ぎ戸川姓となった。甥（妹の息子）に東京創元社の編集者の戸川安宣。

## 略歴
- 1906年8月3日 - 東京市小石川に生れる。
- 1930年 - 専修大学経済学部卒業[1]。
  - 山形県東田川郡手向村（後の羽黒町手向）に転居。
- 1937年 - 同村の村議会議員に当選し助役、村長代理を歴任する。
- 1947年 - 山形県立鶴岡高等女学校（現・山形県立鶴岡北高等学校） 教諭
  - その後、同校教頭、鶴岡女子専門学校校長、荘内文化財保存会理事 就任。
- 1973年 - 鶴岡女子専門学校校長 退任。
- 1986年 - 羽黒町史編纂調査執筆専門委員長 就任。
- 1997年 - 羽黒町名誉町民 推戴。
- 2006年12月12日 - 肺炎のため死去する。享年101（満100歳）。

## 受賞歴
- 1963年 - 高山樗牛賞
- 1965年 - 山形県教育功労賞
- 1972年 - 齋藤茂吉文化賞
- 1974年 - 柳田賞
- 1974年 - 鶴岡市市政功労者表彰
- 1977年 - 勲五等・双光旭日章
- 2005年 - 第12回 日本山岳修験学会賞

## 著作物

### 著書
- 「出羽三山縁年考」 1926年
- 「国宝建造物黄金堂に就いて」 1936年
- 「伝説と考証於竹大日如来」 1938年
- 「羽黒修験の経歴法階」 1938年
- 「神仏分離と出羽三山の信仰」 1941年
- 「三山雅集解題」 1942年
- 「羽黒山伏と民間信仰」 1950年
- 「庄内のミイラ」 1963年
- 「山村「大机」見聞記」 1966年
- 「山形県庄内地方における女性の地位」 1966年
- 「山形県庄内地方のシシ踊り」 1967年
- 「羽黒山の歳夜祭り」 1969年
- 「一山寺院について」 1970年
- 「羽黒山の絵札」 1970年
- 「羽黒山の松例祭」 1970年
- 「修験道と民俗」 1972年
- 「羽黒山二百話」 1972年
- 「日本の民俗6」 1973年
- 「湯殿山よもやまばなし」 1973年
- 「日本の民俗山形」 1973年
- 「出羽三山歴史と文化」 1973年
- 「出羽三山修験道の研究」 1973年 ISBN 4-333-01237-6
- 「ミイラ仏と出羽三山秘宝展」 1973年
- 「出羽三山の秘宝展」 1974年
- 「黒川能の歴史と風土」 1974年
- 「出羽三山のミイラ仏」 1974年
- 「出羽三山修験道と民間信仰」 1975年
- 「出羽三山と東北修験の研究」 1975年 ISBN 4-626-01589-1
- 「羽前の伝説」 1975年
- 「羽黒山秘話」 1975年
- 「出羽三山の絵札」 1976年
- 「大宝山・般若寺の歴史」 1978年
- 「櫛引町史」 1978年
- 「神道大系神社編32」 1982年
- 「東北の文化と出羽三山」 1983年
- 「鉄仏・葬頭河の優婆尊」 1988年
- 「櫛引町史黒川能史編」 1990年
- 「称願上人の念仏碑をめぐって」 1992年
- 「出羽修験の修行と生活」 1993年 ISBN 4-333-01647-9
- 「出羽三山と修験道 戸川安章著作集1」 2005年 ISBN 4-87294-355-4
- 「修験道と民俗宗教 戸川安章著作集2」 2005年 ISBN 4-87294-356-2
- 「鉄竜海上人伝」
- 「校註 羽黒中興覚書」
- 「羽黒山における芭蕉をめぐって - 奥の細道の風土3」

### 著作集
- 「出羽三山と修験」 2005年3月 ISBN 4-87294-355-4
- 「修験道と民俗宗教」 2005年3月 ISBN 4-87294-356-2

### 共著
- 「日本の聖域9」 1982年 ISBN 4-333-01049-7
- 「北海道・東北地方の民具」 1982年9月

### 編纂
- 「みちのく伝統文化3」 1986年 ISBN 4-09-578003-7
- 「仏教民俗学体系7」 1992年 ISBN 4-626-01443-7

### 報告書
- 「神社総合調査事例報告椙尾神社調査報告」 1967年
- 「奥の細道封人の家保存対策の調査報告書」 1968年

### 論文
- 国立情報学研究所収録論文 国立情報学研究所